# Kateřina Konečná
Kateřina Konečná (* 20. ledna 1981 Nový Jičín) je česká politička, od roku 2014 poslankyně Evropského parlamentu a od října 2021 předsedkyně KSČM (v letech 2018 až 2021 místopředsedkyně, ve straně též vykonávala funkci stínové ministryně pro resort evropské politiky a EU). V letech 2002 až 2014 byla poslankyní Parlamentu ČR za Moravskoslezský kraj.

## Vzdělání, rodina a osobní život
Narodila se v roce 1981 v Novém Jičíně. Otec Karel Konečný (* 1948) působil před rokem 1989 na postu tajemníka pro zemědělství na OV KSČ v Novém Jičíně, matka Eva (* 1955) pracovala jako aranžérka. Sama přiznává, že komunisticky založená rodina od mládí ovlivňovala její politické smýšlení.
Po maturitě na gymnáziu v Novém Jičíně v roce 1999 nastoupila Ekonomicko-správní fakultu Masarykovy univerzity. Zde studovala obor národní hospodářství, po zvolení do poslanecké sněmovny v roce 2002 přešla na kombinované studium veřejné ekonomie a správy, které zakončila v roce 2003 s titulem bakalář. V roce 2009 získala titul inženýr na Vysoké škole finanční a správní. O čtyři roky později ukončila právní specializaci ve veřejné správě na Právnické fakultě Masarykovy univerzity a získala druhý titul bakalář. Deklaruje komunikační znalost angličtiny. Žije v Novém Jičíně.

## Politická kariéra
V roce 2000 byla členkou pětičlenného výboru zakládajícího stranu Mladí demokraté. Ve volbách v roce 2002 byla zvolena do poslanecké sněmovny, tehdy ještě jako nestranický kandidát za KSČM (volební obvod Moravskoslezský kraj). Byla nejmladší poslankyní dolní komory parlamentu. Do KSČM vstoupila v roce 2005. Byla členkou sněmovního zahraničního výboru. Mandát poslankyně obhájila ve volbách v roce 2006. Později byla místopředsedkyní zahraničního výboru sněmovny, dále členkou výboru pro životní prostředí. Opětovně byla zvolena ve volbách v roce 2010 a volbách v roce 2013. Zasedala opět na postu místopředsedkyně zahraničního výboru a byla i místopředsedkyní výboru pro životní prostředí. Ve stínové vládě KSČM spravovala resort životního prostředí a průřezový resort mládeže.
V komunálních volbách roku 2006 neúspěšně kandidovala do zastupitelstva obce Starý Jičín za KSČM. V komunálních volbách roku 2010 byla zvolena za KSČM do zastupitelstva města Nový Jičín. V komunálních volbách v letech 2014, 2018 a 2022 mandát zastupitelky města obhájila, když vedla tamní kandidátku KSČM.
Na X. sjezdu KSČM v Nymburku dne 21. dubna 2018 byla zvolena místopředsedkyní strany. Obdržela 188 hlasů, na starosti měla evropské záležitosti. Předtím neúspěšně vyzvala v boji o post předsedy strany Vojtěcha Filipa. Post zastávala do dubna 2021, kdy na něj rezignovala, jelikož ústřední výbor strany odmítl odvolat po prohraných krajských volbách v roce 2020 předsedu strany Vojtěcha Filipa. Nahradil ji Milan Krajča.
Dne 23. října 2021 byla na mimořádném sjezdu strany zvolena novou předsedkyní KSČM. Stalo se tak po volbách do Poslanecké sněmovny Parlamentu ČR v říjnu 2021, v nichž strana získala jen 3,60 % hlasů, a do Sněmovny se tak nedostala. Ve funkci nahradila dlouholetého předsedu strany Vojtěcha Filipa. Na XI. řádném sjezdu strany v květnu 2022 pak pozici předsedkyně strany obhájila se ziskem téměř 89 % hlasů.

### Kandidatury do Evropského parlamentu (od roku 2004)

#### Kandidatury 2004 a 2009
V roce 2004, krátce od vstupu ČR do EU do voleb do Evropského parlamentu, zasedala jako kooptovaná poslankyně EP, než se mandátu ujali řádně zvolení poslanci za Českou republiku. Ve volbách do EP v roce 2004 kandidovala za KSČM, ale nebyla zvolena. V evropských volbách 2009 kandidovala na 6. místě, avšak nebyla zvolena.

#### Mandát 2014
Ve volbách do Evropského parlamentu v roce 2014 kandidovala jako lídryně kandidátky KSČM a byla s počtem 28 154 preferenčních hlasů zvolena. Vzhledem k neslučitelnosti funkcí rezignovala dne 30. června 2014 na mandát poslankyně Poslanecké sněmovny Parlamentu ČR, ve Sněmovně ji nahradil Leo Luzar.

#### Mandát 2019
Také pro volby do Evropského parlamentu v květnu 2019 byla zvolena lídryní kandidátky KSČM ve spolupráci s dalšími levicovými uskupeními kandidujícími pod názvem „KSČM – Česká levice společně!“. Volebním heslem uskupení bylo „Nenechme to tak!“. Získala 38 650 preferenčních hlasů a podařilo se jí obhájit mandát europoslankyně.

#### Mandát 2024
Ve volbách do Evropského parlamentu v červnu 2024 obhajovala mandát europoslankyně, kdy byla z pozice členky KSČM lídryní uskupení „STAČILO!, koalice KSČM, SD-SN a ČSNS“. Obdržela 115 386 preferenčních hlasů a získala tak jeden ze dvou mandátů pro koalici Stačilo!.

### Působení v Evropském parlamentu
Konečná je v Evropském parlamentu místopředsedkyní Vyšetřovacího výboru pro měření emisí v automobilovém průmyslu (EMIS), místopředsedkyní zvláštního výboru pro Postup Unie pro povolování pesticidů (PEST), členkou Výboru pro životní prostředí, veřejné zdraví a bezpečnost potravin (ENVI) a náhradnicí ve Výboru pro dopravu a cestovní ruch (TRAN). Angažuje se i v parlamentních delegacích s Arménií, Ázerbájdžánem, Gruzií, Čínou a zeměmi jižní Asie (Bangladéš, Bhútán, Maledivy, Nepál, Pákistán, Srí Lanka).
Mezi její hlavní témata patří mezinárodní dohody TTIP a CETA, palmový olej, Dieselgate, podpora pacientských organizací, přístup k léčivům, boj proti modernímu otroctví, GMO a glyfosátům. Spolupracuje s mnoha českými a evropskými neziskovými organizacemi. Podařilo se jí prosadit kritickou zprávu výboru ENVI ohledně dvojí kvality potravin, která obsahovala řadu vlastních pozměňovacích návrhů, včetně úplného zákazu dvojí kvality potravin u jídla pro malé děti. Stojí za vytvořením, vyjednáním a schválením historicky první zprávy Evropského parlamentu k tématu palmového oleje a boji proti odlesňování. Také dokázala prosadit řadu pro Českou republiku zcela zásadních změn v energetickém balíčku.[zdroj?]
Jakožto místopředsedkyně parlamentní skupiny pro rovný přístup ke zdravotní péči uspořádala na půdě Evropského parlamentu mezinárodní konferenci zástupců pacientských organizací, kde české zástupce pacientů seznámila s jejich protějšky z jiných zemí EU. Jako osoba zodpovědná za celý Evropský parlament za Evropské středisko pro prevenci a kontrolu nemocí (ECDC) úspěšně provedla toto středisko přes dlouhé období bez řádného ředitele a přes období výměny budovy, ve které agentura sídlí.[zdroj?]
V roce 2015 Konečná nominovala na Cenu evropského občana filosofa a zakladatele East Africa Star University v Burundi Marka Hrubce, který Cenu posléze skutečně obdržel. V roce 2017 Konečná opět úspěšně nominovala mobilní hospic Strom života.
Českou watchdogovou organizací Kverulant.org byla pro volební období 2019–2024 vyhodnocená jako druhá nejaktivnější z českých poslanců Evropského parlamentu (první Tomáš Zdechovský měl 100 bodů, Kateřina Konečná 46 bodů). Analýzou hlasování stejného období server Seznam Zprávy zjistil, že Kateřina Konečná byla v rámci frakce Levice v Evropském parlamentu – GUE/NGL zdaleka nejpravicovější europoslankyní, blížící se hlasováním euroskeptické konzervativní skupině Identita a demokracie, jejímž členem bylo české hnutí SPD.

### Volby do Poslanecké sněmovny 2025
Ve volbách do Poslanecké sněmovny Parlamentu ČR v roce 2025 je lídryní hnutí Stačilo!; které kandiduje s popdorou KSČM, SOCDEM, ČSNS, SD-SN a Moravanů; v Moravskoslezském kraji.

## Názory

### Ruská invaze na Ukrajinu
V případě ruské invaze na Ukrajinu se Konečná vyjádřila, že si přeje mír za každou cenu. V únoru 2022 v televizi Prima prohlásila, že na Ukrajinu nemají být poslány žádné zbraně. O měsíc později se hlasování o rezoluci Evropského parlamentu proti útoku na Ukrajinu zdržela. V březnu 2024 obhajovala v debatě na CNN Prima News ruskou demokracii a transparentnost ruských voleb, na jejichž netransparentnost a fakt, že nebyly demokratické, upozorňovalo i české ministerstvo zahraničí. V červenci 2024 při hlasování Evropského parlamentu Konečná hlasovala proti trvalé podpoře Ukrajiny. V listopadu 2024 hlasovala i proti odsouzení vojenské spolupráce mezi Ruskem a Severní Koreou. V diskusním pořadu Partie na CNN Prima News v únoru 2025 řekla: „Rusko jako nebezpečí pro Českou republiku nevnímám. Nedomnívám se, že by Rusko chtělo vstoupit do České republiky.“ Rusko přitom už roky vede se zeměmi Evropské unie hybridní válku a šíří v nich dezinformace.

### Výroky v médiích
- V pořadu České televize Hydepark 6. listopadu 2013 prohlásila, že podle ní není zcela pravdivé tvrzení, že je Česko obklopeno kapitalistickými státy. Konstatovala také, že: „Projekt Evropské unie je de facto projektem socialistickým.“[48]
- V červenci 2014 se vyjádřila, že je NATO spíše útočícím živlem.[49]
- V dubnu 2019 prohlásila, že „musíme vést třídní boj a zničit kapitalismus“.[50]
- V listopadu 2021 v pořadu Interview ČT24 odsoudila invazi vojsk Varšavské smlouvy do Československa jako „obrovskou chybu”.[51]
- Duben 2022: „Je mi upřímně jedno, odkud budeme plyn odebírat.“[52]

## Ostatní
Někdejší předseda Strany zelených Matěj Stropnický v roce 2013 označil Kateřinu Konečnou za „placenou lobbistku společnosti Arcelor Mittal“.  V roce 2018 vzbudil na sociálních sítích ohlas její výrok: „A na medián dosáhne kdo?“ (medián mezd určuje hranici, na kterou dosáhne přesně polovina pracujících).
V roce 2022 se Kateřina Konečná podle serveru NeoVlivní měla sejít, spolu s Filipem Turkem, Václavem Klausem, Janem Kavanem a Zdeňkem Zbytkem, se zástupci Íránu, k nalezení postupu, jak přes Írán zrealizovat dovoz obilí, sklizeného Ruskem na území okupované Ukrajiny, do EU. Konečná se proti informacím o těchto aktivitách chtěla bránit soudně. Konečné advokát, Rus Sergej Zaripov, poslal novináři Patriku Kořenáři, který o případu natočil video, předžalobní výzvu, aby video odstranil. Podle Kořenářova advokáta Artura Ostrého však tato výzva obsahovala různé chyby, pročež ji označil za neopodstatněnou.
Kritické ohlasy vzbudil její výrok na síti X, když 18. února 2025 zveřejnila ironickou otázku „Od kdy je svědomí zdravotní problém?“, kterou reagovala na oznámení šéfky Sněmovny a vládní TOP 09 Markéty Pekarové Adamové, že ze zdravotních důvodů nebude obhajovat na podzim mandát. Svou nevoli projevili např. Danuše Nerudová (STAN), Tomáš Zdechovský či Marian Jurečka (oba KDU-ČSL). Po silné kritice Konečná výrok smazala a omluvila se za něj.